# Oracle Financial Services Software
 (mai 2023).
Si vous disposez d'ouvrages ou d'articles de référence ou si vous connaissez des sites web de qualité traitant du thème abordé ici, merci de compléter l'article en donnant les références utiles à sa vérifiabilité et en les liant à la section « Notes et références ».
 (mai 2023).
Oracle Financial Services Software Limited, anciennement appelé i-flex Solutions Limited BSE : 532466, est un éditeur de logiciels spécialisé dans la fourniture de solutions à l’industrie bancaire. En [Quand ?], elle revendiquait plus de 900 clients dans 135 pays.

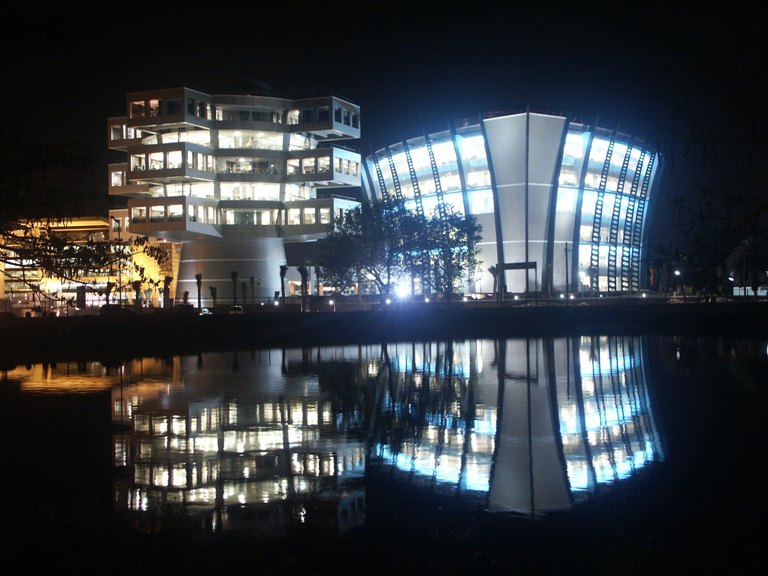
Bâtiments de l'entreprise à Bangalore.